# Open relay
Un open relay o també open mail relay és un servidor SMTP configurat de tal manera que permet que qualsevol persona a Internet hi pugui enviar correu electrònic, no només el correu amb destinació o procedents d'usuaris coneguts.

És la configuració per defecte en molts servidors de correu i, de fet, era la forma com Internet es va establir inicialment, però obrir enllaços de correu s'ha convertit en impopular a causa de la seva explotació pels spamers i cucs. Molts enllaços es van tancar, o es van col·locar a la llista negra per altres servidors.
Fer Open Relay vol dir a utilitzar l'MTA (Mail Transport Agent, Servidor de correu) com a pont per correus (normalment spam, encara que poden ser moltes altres coses, com els hoaxs) que d'altra manera no podrien arribar a destinació, gràcies al fet que els servidors van bloquejar l'adreça IP d'origen.
D'aquesta manera, qui envia spam de forma indiscriminada es veu obligada a utilitzar altres servidors per a aquesta tasca. Aquests servidors que permeten que s'envien correus a través d'ells, se'ls anomena Open Relay.
Per solucionar això es van crear llistes negres en temps real que bloquegen aquests hosts en els quals es detecta un MTA que feia Open Relay. I perquè es tregui una IP d'aquestes llistes negres, s'han de passar certes proves i esperar un cert temps.
Hi ha molts tipus de serveis que bloquegen aquestes direccions. Però els més importants realitzen el bloqueig per IP i alguns altres bloquegen per rangs d'IP. Els que bloquegen per rangs d'IP investiguen primer quin és el rang d'IP que té la companyia (basant-se en la IP que van trobar fent 'Open Relay'), i bloquegen aquest rang.